# Biratnagar

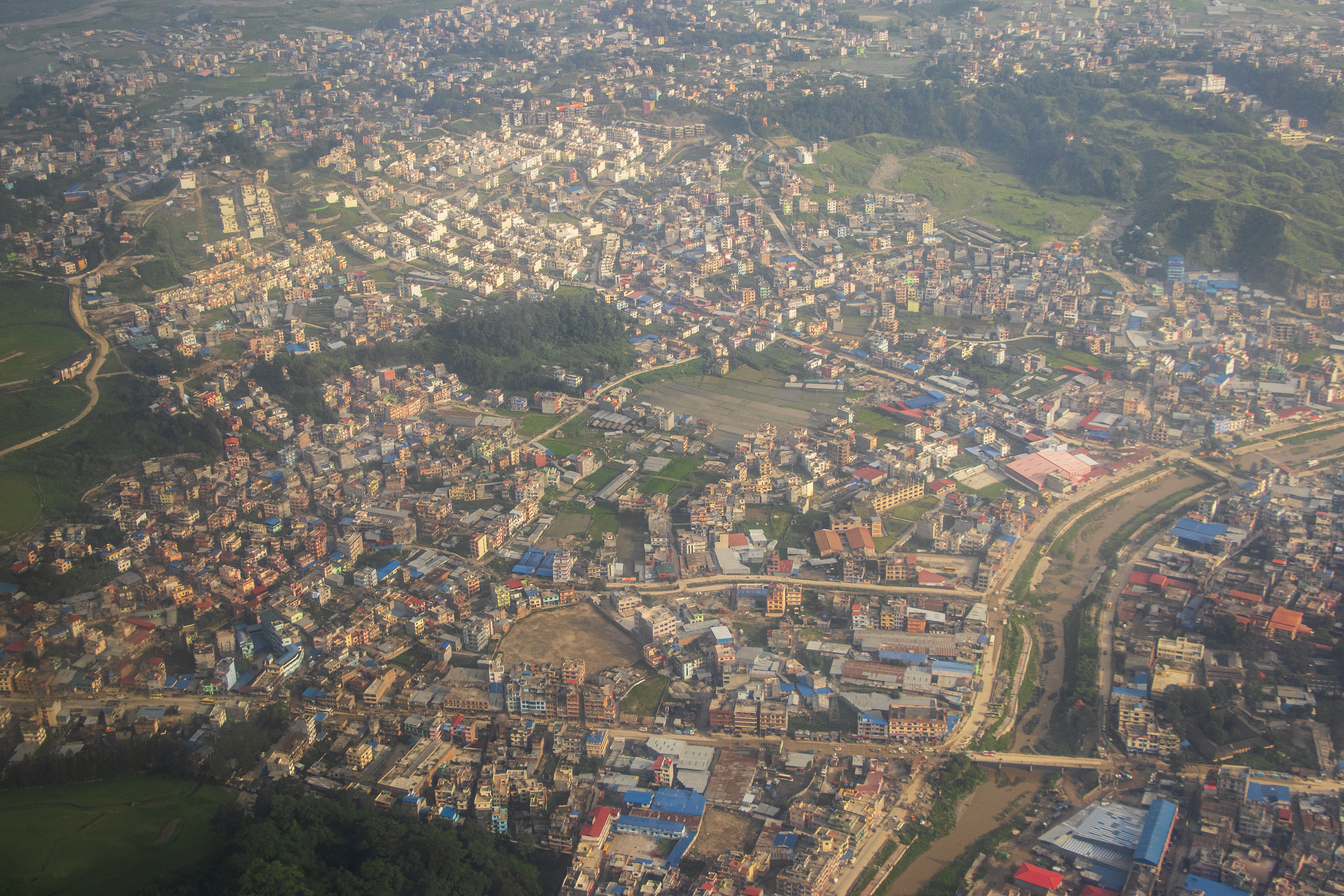
Vista aérea de Biratnagar, Nepal

Biratnagar é uma cidade do Nepal. Sua população é de 261 125 habitantes.